# 双色啄花鸟
双色啄花鸟（学名：Dicaeum bicolor），是啄花鸟科啄花鸟属的一种，为菲律宾的特有种。该物种的保护状况被评为无危。
种名 bicolor 意为“二色的”。
双色啄花鸟的平均体重约为8.9克。栖息于亚热带或热带的湿润低地林。